# 竹林守
竹林 守（たけばやし まもる）は、日本の自動車技術者、実業家。マツダ代表取締役会長や、日本自動車工業会副会長、中国経済連合会副会長などを務めた。

## 来歴・人物
1954年広島県立広島国泰寺高等学校卒業。松尾聰元カルビー代表取締役社長は同級生。1959年広島大学工学部機械工学科卒業、東洋工業（現マツダ）入社。1988年マツダ取締役本社工場長に昇格。1989年マツダ取締役防府工場長。1992年マツダ米国工場取締役社長。1994年マツダ専務取締役。1995年マツダ代表取締役副社長。1996年マツダ代表取締役会長。1997年中国経済連合会副会長。1998年マツダ財団理事長。2000年マツダ相談役。日本自動車工業会副会長等も務めた。